# GW170817
GW170817 は、2017年8月17日に、LIGOとVirgoによって検出された重力波である。この重力波の検出の後に世界中の観測施設や機関によって対応する天体が探索され、ガンマ線から近赤外線に至る広い波長域の電磁波で重力波源天体が発見されたことから、いわゆるマルチメッセンジャー天文学の嚆矢となった。加えて特筆すべき点として、それまでに検出された重力波がブラックホール連星の合体による遠方（数十億光年以上）からのものであったのに対して、連星中性子星の合体による比較的近いところ（約1億3000万光年）で発生したイベントによるものであったことが挙げられる。